# Linha 7 (Metro de Madrid)

Linha 7 - Laranja

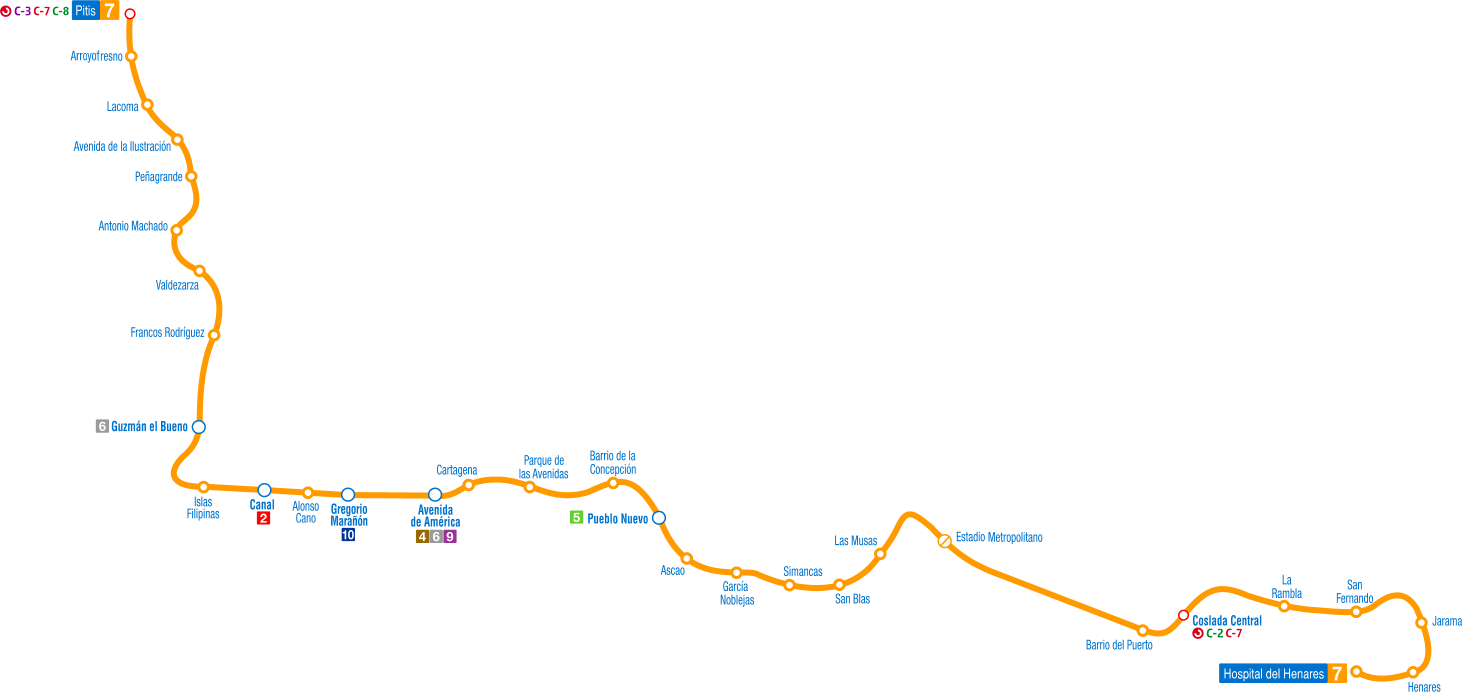
Linha 7 - Laranja

A Linha 7 do Metro de Madrid une o noroeste da capital com o extremo este, e com as cidade de Coslada e San Fernando de Henares.
A linha tem um comprimento de 32,9 km com trinta e uma estações.
O primeiro trecho foi inaugurado em 17 de julho de 1974, entre as estações Pueblo Nuevo e Las Musas.
A estação Hospital del Henares foi inaugurada em fevereiro de 2008.

## Ligações

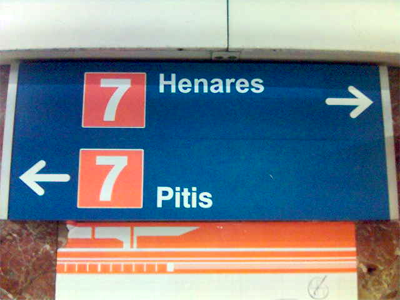
Sinalização Linha 7

Esta linha esta interligada com as linhas 2, 4, 5, 6, 9 e 10.
O sistema ferroviário Cercanías Madrid esta interligado com a linha nas estações Coslada Central e Pitis.
Passageiros vindo ou indo em direção da estação Hospital del Henares, mudam de composição na estação Estádio Olímpico.